# Däumling (Berg)
Der Däumling ist ein 2322 m ü. A. hoher Berg im Gosaukamm des Dachsteinmassivs. Der Gipfel liegt auf dem Gemeindegebiet von Gosau. Er ist ein dem Niederen Großwandeck östlich vorgelagerter Felspfeiler.
Er ist der am schwierigsten zu besteigende Gipfel im Dachsteinmassiv. Der Gipfel wurde am 18. September 1913 von Paul Preuß und Günther von Saar erstmals bestiegen. Wenig später stürzte Paul Preuß am nahegelegenen Mandlkogel ab. Als erste Frau bestieg Lotte Wasmeyer (17) am 29. Juli 1942 den Däumling. Sie verunglückte beim Abstieg tödlich, aufgrund eines ausgebrochenen Sicherungshakens.
Als nahegelegener Ausgangspunkt für die Besteigung dient die Hofpürglhütte.